# Make a Jazz Noise Here
Make a Jazz Noise Here dvostruki je uživo album američkog glazbenika Franka Zappe, koji izlazi u lipnju 1991.g. To je prvi album od kompilacijska tri koji su snimani za vrijeme svjetske turneje iz 1988., a tu su još, Broadway the Hard Way i The Best Band You Never Heard in Your Life.
Materijal na albumu sadrži pretežno instrumentalnu glazbu skladatelja Igora Stravinskog i Béle Bartóka, koju je obradio Zappa i basista Scott Thunes.

## Popis pjesama
Sve pjesme napisao je Frank Zappa, osim koje su drugačije naznačene
.

### Disk 1
1. "Stinkfoot" – 7:39
2. "When Yuppies Go to Hell" – 13:28
3. "Fire and Chains" – 5:04
4. "Let's Make the Water Turn Black" – 1:36
5. "Harry, You're a Beast" – 0:47
6. "The Orange County Lumber Truck" – 0:41
7. "Oh No" – 4:43
8. "Theme from Lumpy Gravy" – 1:11
9. "Eat That Question" – 1:54
10. "Black Napkins" – 6:56
11. "Big Swifty" – 11:12
12. "King Kong" – 13:04
13. "Star Wars Won't Work" – 3:40

### Disk 2
1. "The Black Page (verzija novijeg doba)" – 6:45
2. "T'Mershi Duween" – 1:42
3. "Dupree's Paradise" – 8:34
4. "City of Tiny Lights" – 8:01
5. "Royal March from L'Histoire du Soldat" (Igor Stravinski) – 0:59
6. "Theme from the Bartok Piano Concerto #3" (Béla Bartók) – 0:43
7. "Sinister Footwear 2nd mvt." – 6:39
8. "Stevie's Spanking" – 4:25
9. "Alien Orifice" – 4:15
10. "Cruisin' for Burgers" – 8:27
11. "Advance Romance" – 7:43
12. "Strictly Genteel" – 6:36

## Vanjske poveznice
- Detalji o izlasku albuma